# Питты
Питты (лат. Pitta) — род воробьиных птиц из семейства питтовых (Pittidae). Длина тела 15—28 см. Телосложение плотное, ноги длинные, шея и хвост короткие. Оперение у большинства видов яркое: контрастное сочетание синего, красного, зелёного и рыжего.

## Распространение и образ жизни
Питты распространены в тропиках Африки, Азии и Австралии. Они живут в лесах и кустарнике, держатся преимущественно на земле, передвигаясь быстрыми скачками. Летают неохотно. Гнёзда шарообразные с боковым входом крытые, на земле или кустах. В кладке от 2 до 7 пёстрых яиц. Питаются насекомыми, червями, моллюсками, мелкими позвоночными.

## Виды
В состав рода включают 20 видов:
- Pitta abbotti Richmond, 1902
- Pitta anerythra Rothschild, 1901 — чернолицая питта
- Pitta angolensis Vieillot, 1816 — ангольская питта
- Pitta brachyura Linnaeus, 1766 — синекрылая питта
- Pitta concinna Gould, 1857
- Pitta elegans Temminck, 1836 — стройная питта
- Pitta forsteni Bonaparte, 1850
- Pitta iris Gould, 1842 — радужная питта

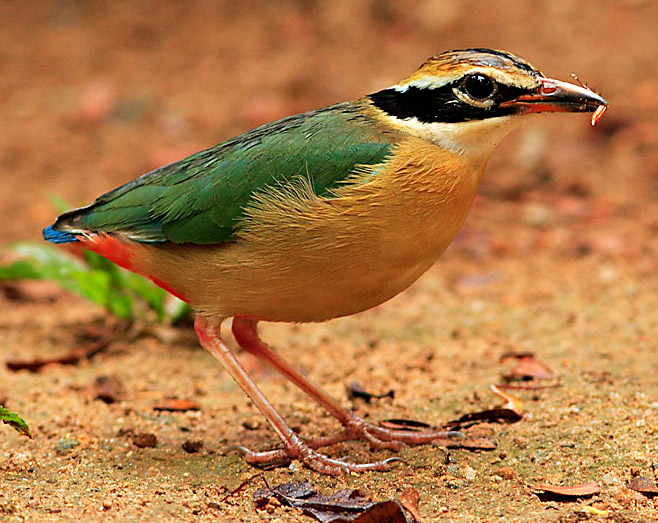
Синекрылая питта (Pitta brachyura)

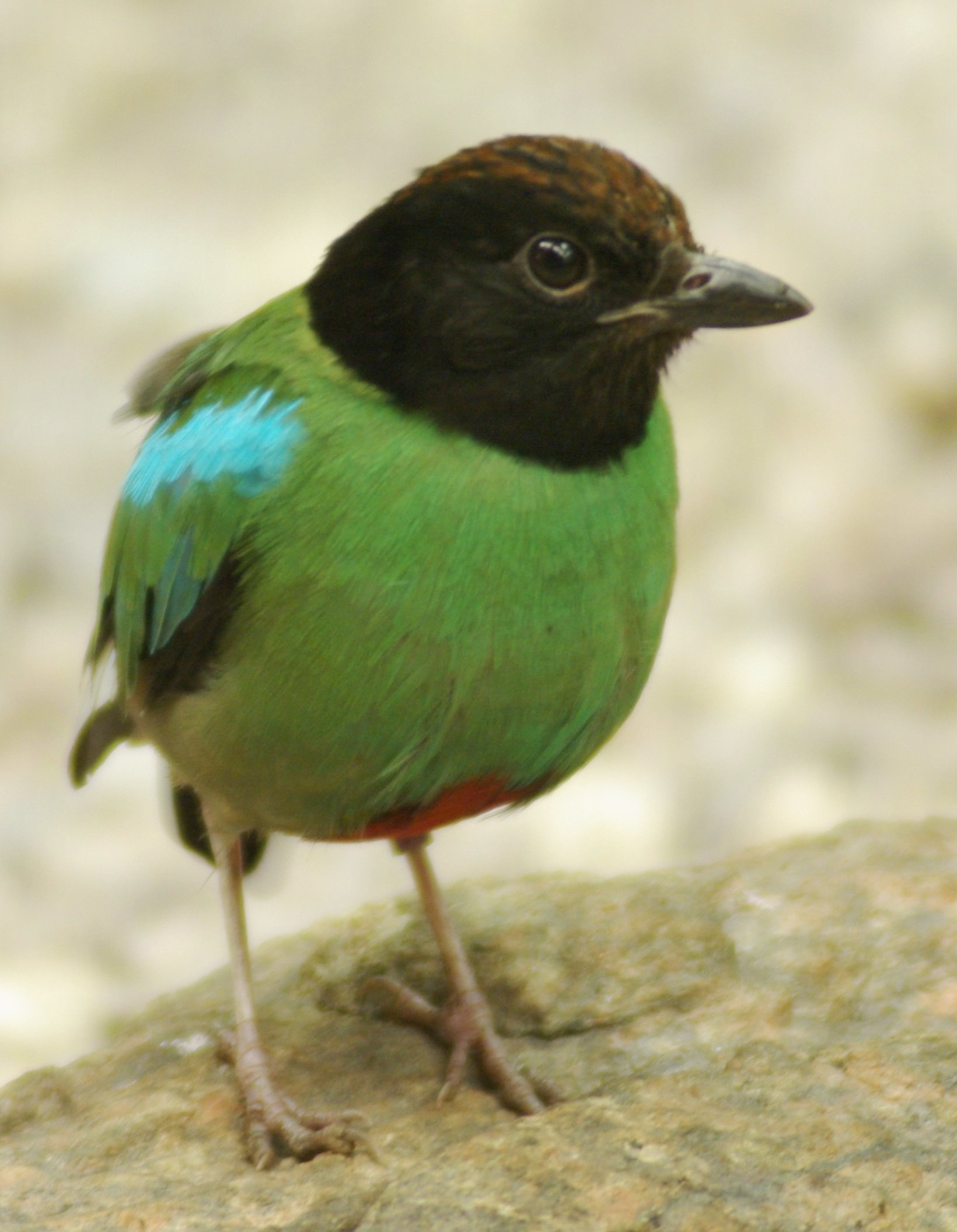
Черноголовая питта (Pitta sordida)

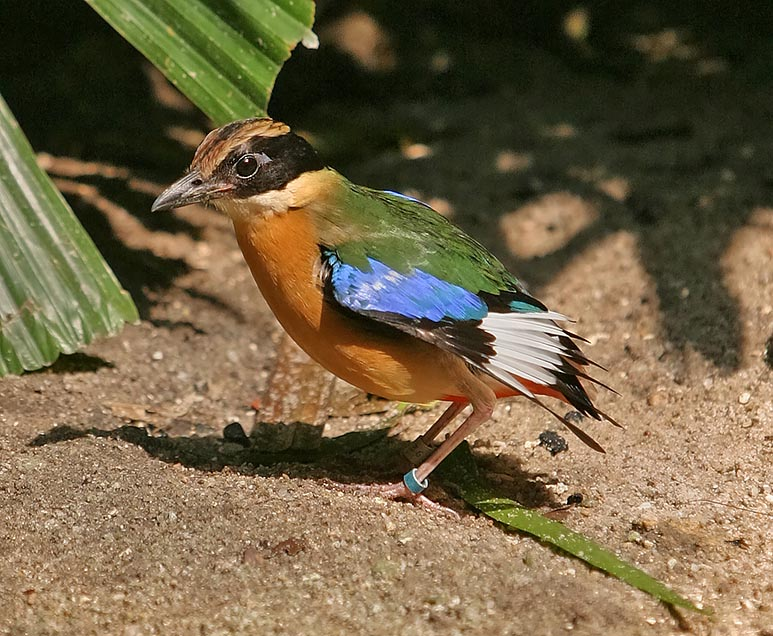
Молуккская питта (Pitta moluccensis)

- Pitta maxima S. Muller et Schlegel, 1845 — питта-великан
- Pitta megarhyncha Schlegel, 1863 — мангровая питта
- Pitta moluccensis Statius Muller, 1776 — молуккская питта
- Pitta novaeguineae Müller, S & Schlegel, 1845
- Pitta nympha Temminck et Schlegel, 1850 — питта-нимфа
- Pitta reichenowi Madarasz, 1901 — зеленогрудая питта
- Pitta rosenbergii Schlegel, 1871
- Pitta sordida Statius Muller, 1776 — черноголовая питта
- Pitta steerii Sharpe, 1876 — питта Стеера
- Pitta superba Rothschild et Hartert, 1914 — черноспинная питта
- Pitta versicolor Swainson, 1825 — крикливая питта
- Pitta vigorsii Gould, 1838